# 슈테크-호텐
슈테크-호텐(독일어: Steg-Hohtenn)은 스위스 발레주의 라론구에 있는 자치체이다. 시정촌은 슈테크 및 호텐의 마을로 구성된다.

## 역사
슈테크-호텐은 2009년 1월 1일 슈테크 및 호텐의 이전 지자체의 합병을 통해 만들어졌다.

## 지리
슈테크-호텐의 면적은 2011년 기준으로 14.2k㎡이다. 이 면적 중 10.1%는 농업용으로 사용되고, 38.1%는 산림이다. 나머지 토지 중 9.6%는 정착지(건물 또는 도로)이고 42.1%는 비생산적인 토지이다.
슈테크 마을은 뢰첸탈 또는 뢰첸 계곡의 남쪽 입구에 있다. 마을의 서쪽 경계는 감펠의 이웃 마을과의 경계이자 지역 경계이기도 한 론차강이다.
호텐 마을은 뢰첸탈의 동쪽 입구 위 테라스에 위치해 있으며, 슈테크에서 약 150미터 위에 있다.

## 인구통계
슈테크-호텐은 주의 독일어 사용 구역에 위치하고 있으며, 슈테크(약 1,300명 거주) 및 호텐(약 250명 거주) 마을로 구성되어 있다.
2020년 12월 기준, 슈테크-호텐의 인구는 1,620명이다. 2008년 기준으로 인구의 7.5%가 거주하는 외국인이다. 2000년부터 2010년까지 지난 10년 동안 인구는 -3.9%의 비율로 변화했다. 이주로 인해 -0.3%의 비율로, 출생 및 사망으로 인해 -0.1%의 비율로 변경되었다.
2000년 기준, 인구 대부분인 95.8%가 독일어를 모국어로 사용하고, 세르보-크로아티아어가 1.3%로 두 번째로 많이 사용되며, 알바니아어가 세 번째(0.9%)이다.
2008년 기준으로 인구는 남성 50.6%, 여성 49.4%이다. 인구는 705명의 스위스 남성(46.6%)과 61명(4.0%)의 비스위스계 남성으로 구성되었다. 스위스 여성은 696명(46.0%), 비스위스계 여성은 52명(3.4%)이었다.
2000년 기준으로 아동·청소년(0~19세)이 22.3%, 성인(20~64세)이 63.7%, 노인(64세 이상)이 14.1%를 차지하고 있다.
2009년 기준 신규주택 건설률은 인구 1,000명당 1.3세대였다. 2010년 시정촌 공실률은 0.13%였다.

## 경제
두 개의 기차역이 슈테크-호텐 시정촌 내에 있다. 감펠-슈테크역은 로잔에서 브리크까지의 심플론선에 있으며, 마을의 가장 낮은 지점에서 론강을 따라 위치한다. 호텐역은 베른에서 브리크까지의 뢰치베르크선에 있으며, 감펠-슈테크역보다 약 450미터 높은 호텐 마을 위에 있다.
호텐역은 기차로 베른, 툰, 브리크까지 운행된다. 감펠-슈테크역은 브리크, 피스프, 마르티니 및 몽테 행 기차로 운행된다. 포스트아우토 버스 서비스는 감펠-슈테크역, 감펠 마을 및 호텐 마을을 연결한다.